# Can Campolier
Can Campolier és una obra de Porqueres (Pla de l'Estany) inclosa a l'Inventari del Patrimoni Arquitectònic de Catalunya.

## Descripció
Mas de grans dimensions realitzat en diferents etapes constructives i sotmès a diverses ampliacions. La planta actual de l'edifici presenta forma d'ela, amb una torre de planta quadrada que serveix com a punt d'intersecció entre els dos trams i que s'aixeca de manera notable per sobre l'edifici. Al vessant de migdia s'observa una gran terrassa que abraça tota l'amplada del tram principal. Hi ha també una tanca que envolta tota la casa i que forma un pati davant l'entrada de la casa. En aquest espai es troben diversos pallissers i un petit estany. L'edifici té coberta a dues aigües i els seus murs han estat arrebossats. En el tram situat a ponent s'obre una galeria alta, oberta amb quatre finestres de punt rodó. A sota d'una terrassa semicircular que dona al pati hi ha un pas que comunica amb el nivell inferior, possible l'entrada principal de l'antiga casa.

## Història
Els primers documents daten del segle xv, quan la casa era propietat de la família noble Amich. El 1641 els Campolier la compraren i van fer importants reformes. El mas va anomenar-se des d'aleshores Campolier, nom de la família que l'ha posseït fins avui dia. A principis del segle xx varen heretar la propietat els senyors Tor, parentela col·lateral dels Campolier.
Entre els membres de la família que tenen alguna importància històrica cal esmentar a Pere Campolier, que durant la Guerra d'Independència formà part de les partides guerrilleres. Actualment el patrimoni Campolier comprèn altres finques de la zona.